# Gérard Corbiau
Gérard Corbiau (Bruxelles, 19 settembre 1941) è un regista e sceneggiatore belga.
Nel 1989 il suo film Il maestro di musica e nel 1995 il suo film Farinelli - Voce regina sono stati nominati all'Oscar al miglior film straniero.

## Filmografia parziale
- Il maestro di musica (Le maître de musique) (1988)
- L'année de l'éveil (1991)
- Farinelli - Voce regina (Farinelli) (1994)
- Versailles, la visite (1999) - documentario
- Le roi danse (2000)
- Saint-Germain ou la Négociation (2003)